# Musée d'Almeria
Le musée d’Almería, situé en Andalousie (Espagne), est le plus important musée archéologique de la province d'Almería. Il abrite des objets d'archéologie préhistorique et antique découverts dans la province. Les nouveaux bâtiments ont été inaugurés en 2006.

## Historique
La première tentative de création du musée d’Almería remonte au XIXe siècle. Vers 1880, l'ingénieur belge Louis Siret découvre ce qui est encore considéré comme les trésors préhistoriques de la région, rassemblant une collection qu’il lègue à sa mort, survenue en 1933, au Musée archéologique national de Madrid, avec la demande expresse qu'une partie des objets reste à Almeria.
Le premier musée archéologique d'Almería ouvre ses portes dans deux petites salles cédées par l'école d'Arts et Métiers en 1934, mais cette collection ne se verra jamais attribuer les pièces dont Louis Siret voulait faire don à Almería. Après de nombreuses péripéties, le nouveau musée ouvre ses portes en 2006.

## Description
Le bâtiment se compose de trois étages structurés par une énorme colonne stratigraphique qui monte pratiquement jusqu’au toit, mettant ainsi en évidence les différentes périodes préhistoriques traitées à chaque étage, en lien avec les différents niveaux de la séquence stratigraphique.
Les collections permanentes appartiennent pour l'essentiel à la Préhistoire récente : Néolithique et Âge du bronze.

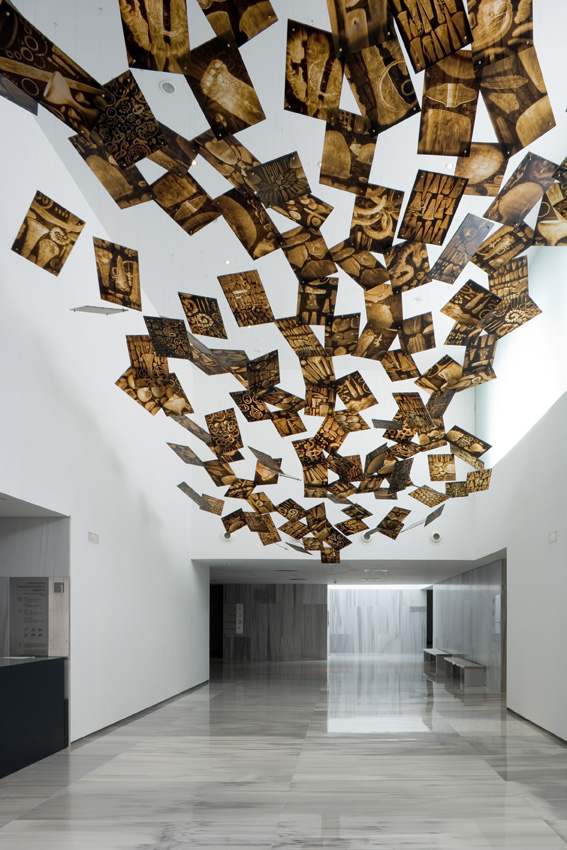
Entrée principale du musée
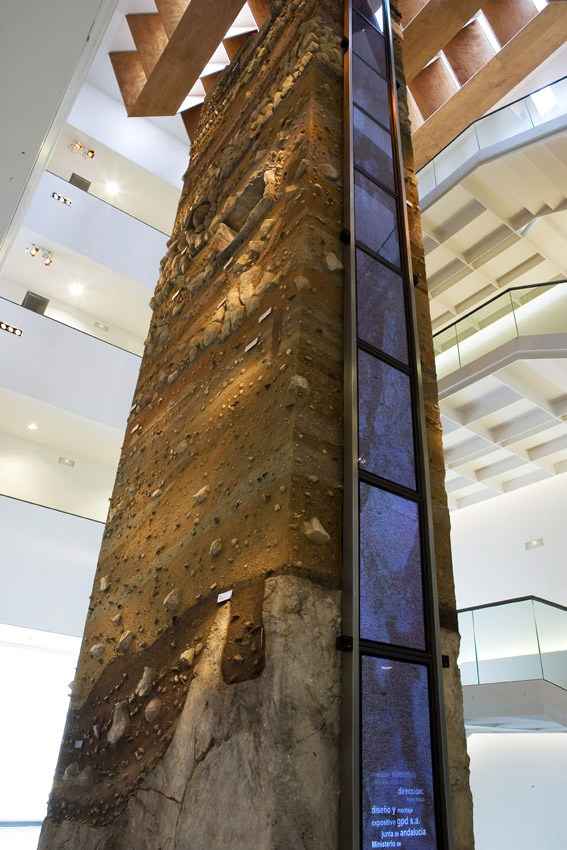
Colonne stratigraphique
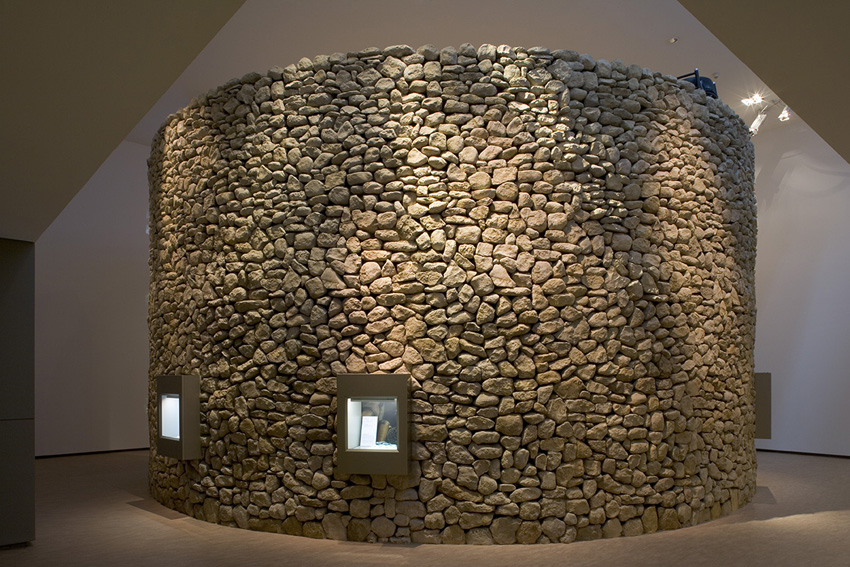
Le Cercle de la Vie
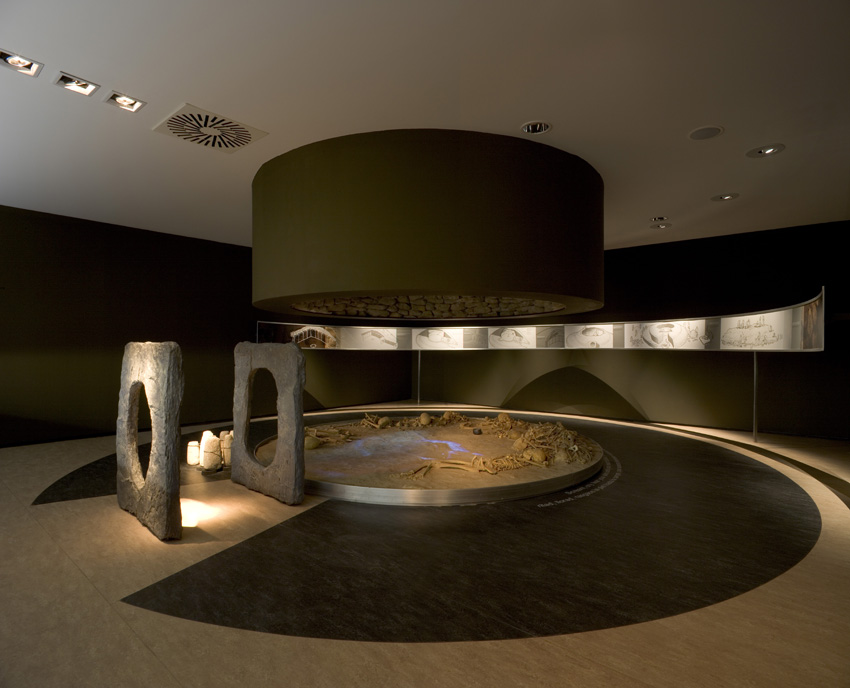
Le Cercle de la Mort
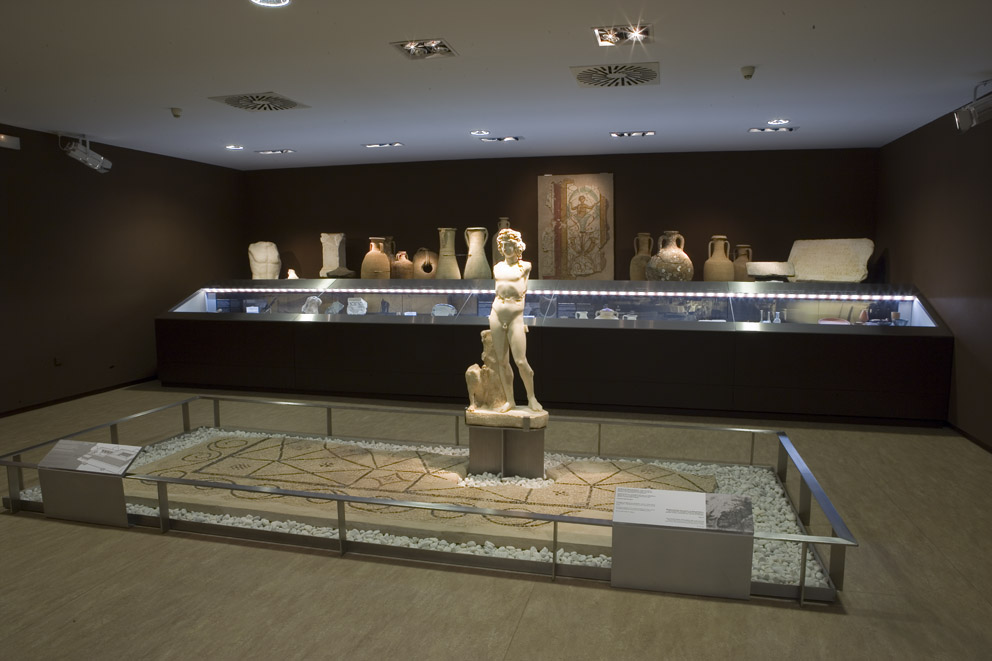
Monde romain (troisième étage)

## Collections

### Collections permanentes:1eret2eétages
Cet espace est consacré aux premières sociétés de chasseurs-cueilleurs, à la culture de Los Millares (es) (Santa Fe de Mondújar, Almería) datée du Néolithique récent, et à la culture d'El Argar (Antas, Almería) datée de l'âge du bronze.
Au premier étage, le « Cercle de la Vie » rassemble des artéfacts relatifs au commerce et à la guerre dans la culture de Los Millares, ainsi que des objets de la vie quotidienne. Le « Cercle de la Mort », accompagné d'une projection vidéo, explique l'usage collectif des tombes et la séquence rituelle réalisée lors de chaque inhumation.
Au deuxième étage, une série de murs consécutifs progressant du bas vers le haut symbolise les différents niveaux de terrasses artificielles où ont été établies les habitations du site de Fuente Álamo (Cuevas del Almanzora, Almeria), avec des espaces annexes exposant des vases, des armes de bronze et des objets en argent, en or et en céramique.

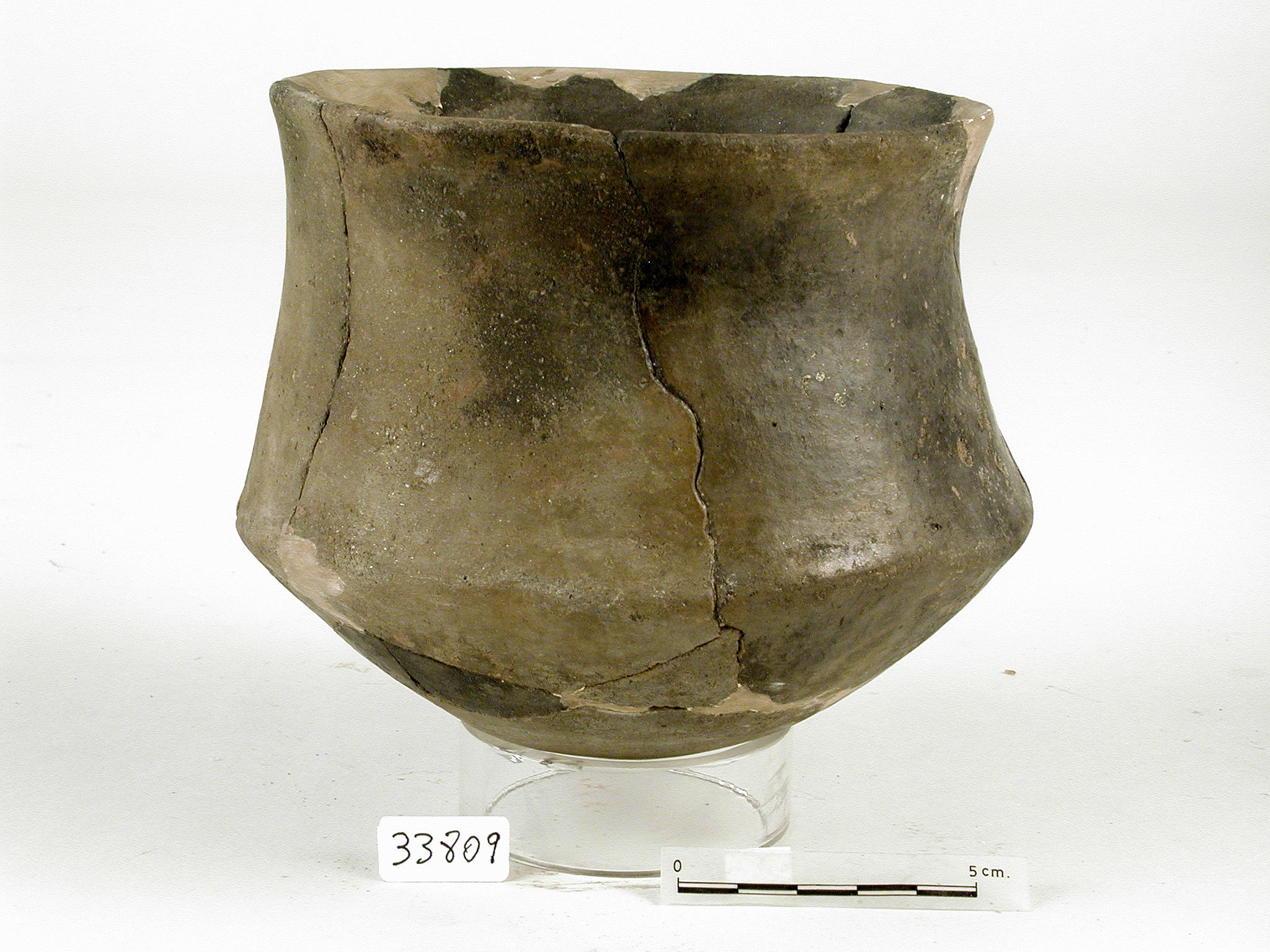
Vase en tulipe (culture d'El Argar)
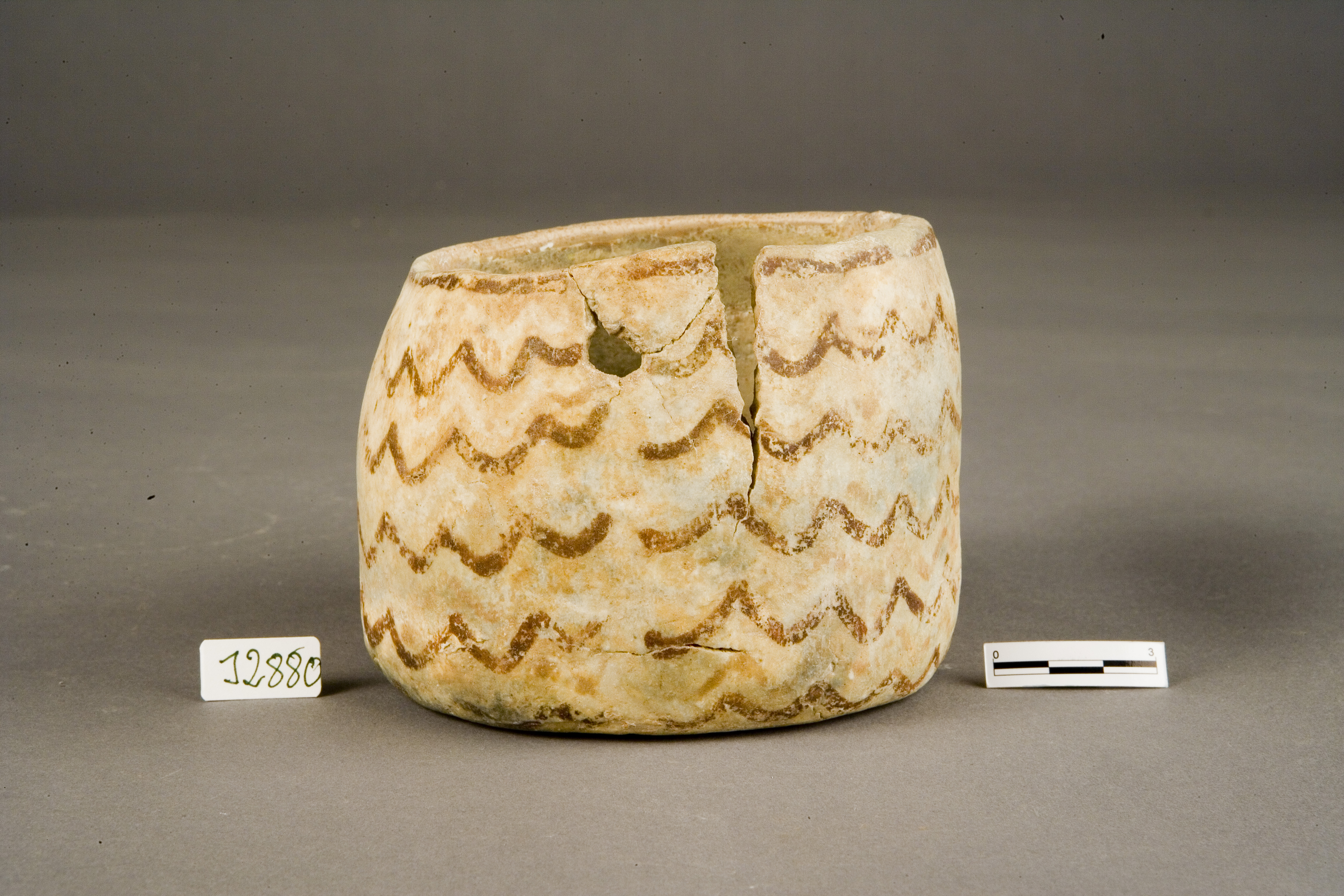
Vase d'albâtre (âge du bronze)
Collier de coquillages (culture d'El Argar)
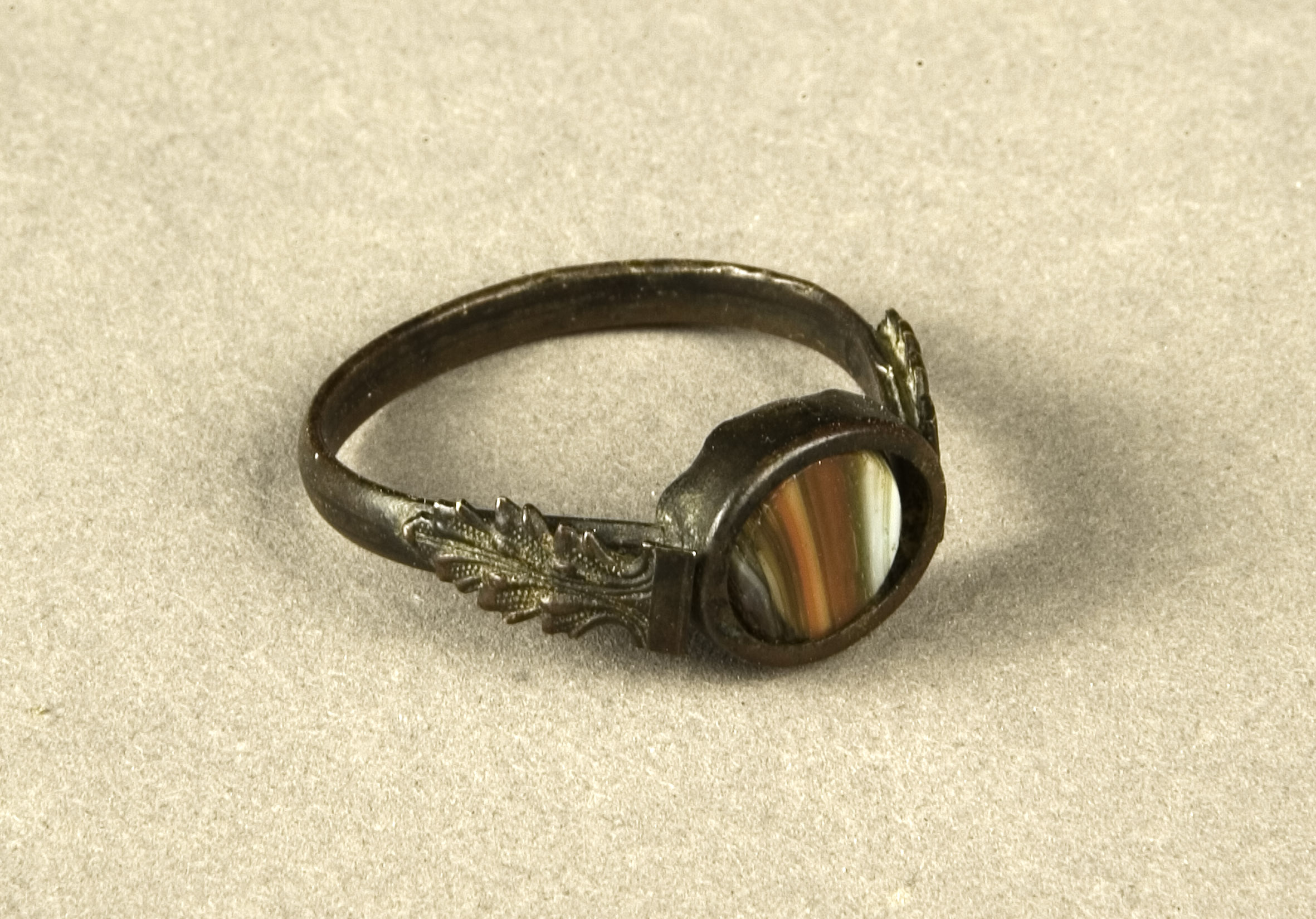
Anneau en laiton avec agate (Los Millares, Santa Fe de Mondújar, Almería)
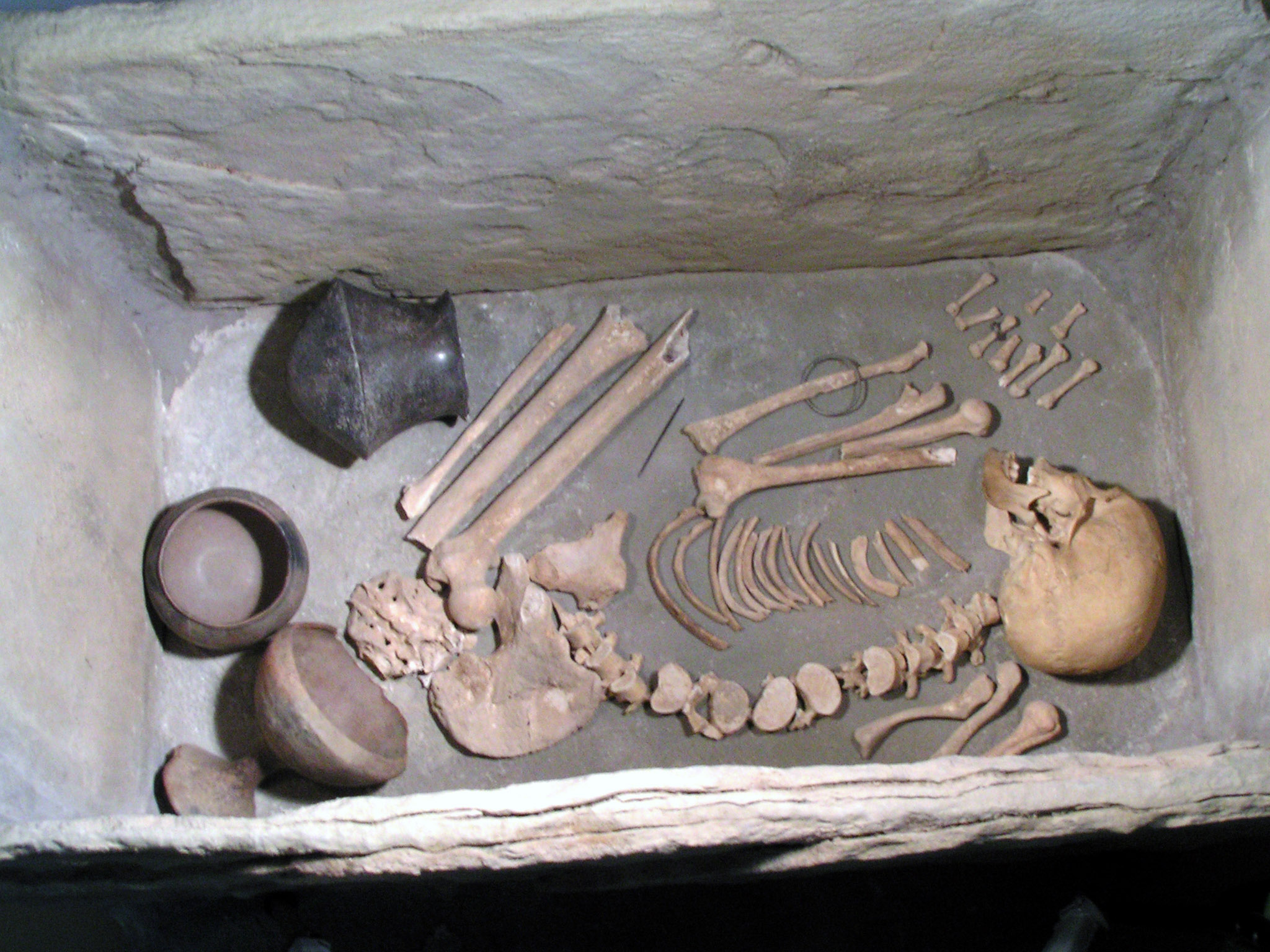
Sépulture (âge du bronze)
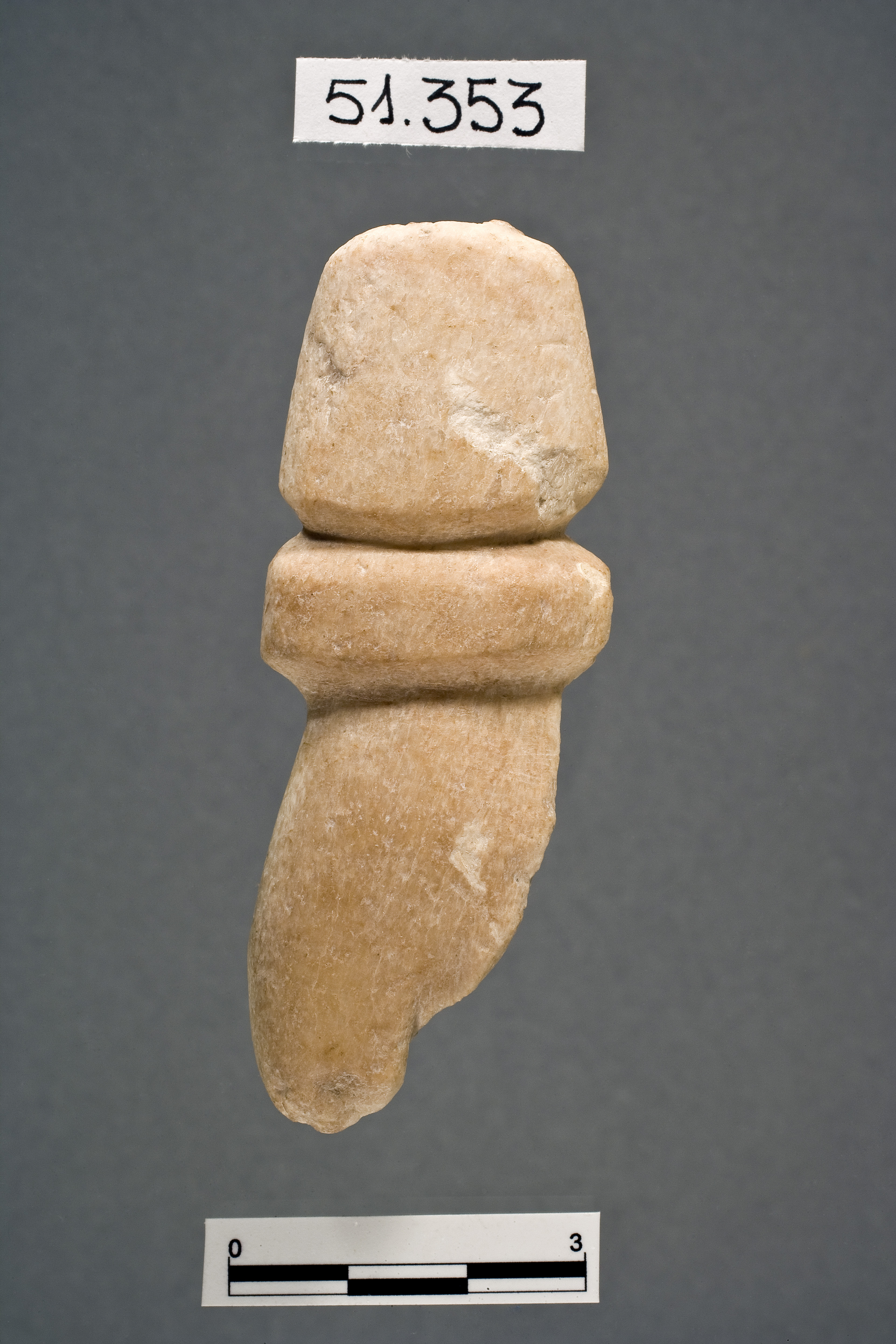
Idole en albâtre (colline de Las Chinchillas, Rioja, Almería)
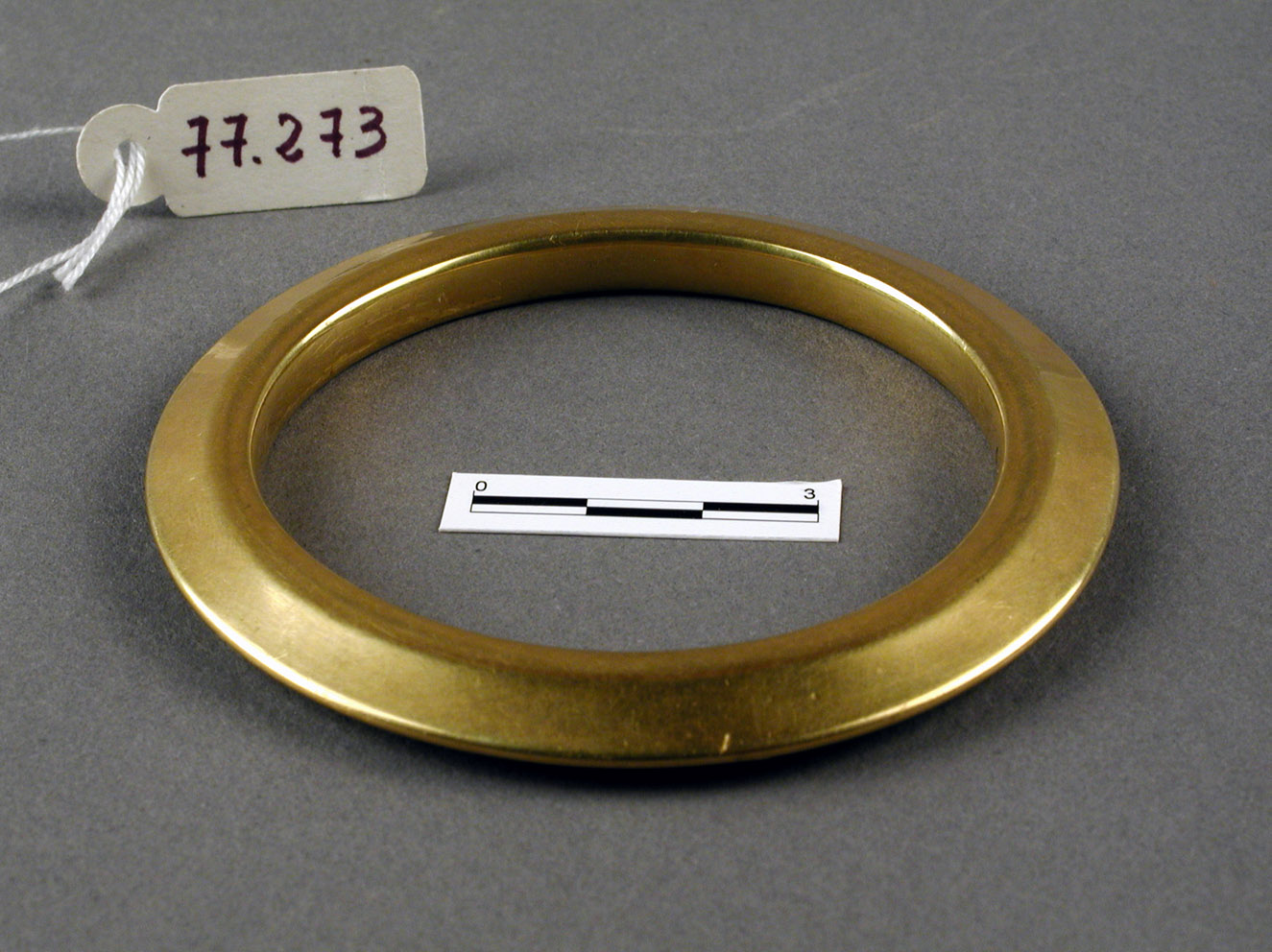
Bracelet en or (âge du bronze)

### Exposition semi-permanente: 3e étage

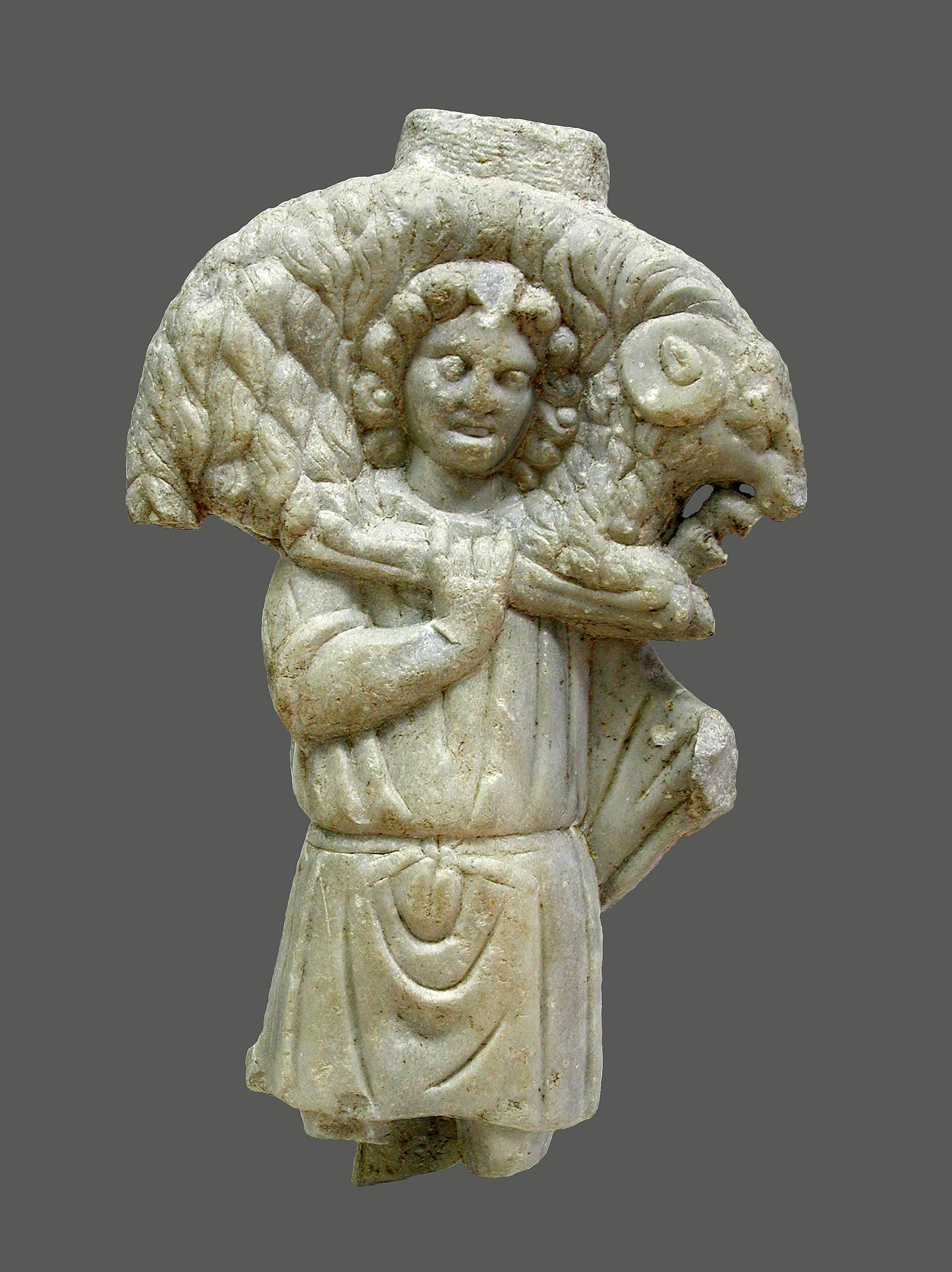
Le Bon Pasteur, marbre, Gador, Almería

Le troisième étage est destiné aux expositions de longue durée, qui présentent des objets représentatifs des époques romaine et hispano-mauresque.
Le dieu Bacchus figure sur un grand fragment de mosaïque d'une villa romaine découverte dans la localité de Chirivel, dans le nord de la province d’Almería. Sont présentés divers objets relatifs à la colonisation romaine de la péninsule Ibérique, trouvés principalement à Almería.
L'art hispano-mauresque est représenté par une collection de plaques funéraires, dont Almería a été un centre de production. Le grand cube qui occupe la partie centrale de la salle contient des vitrines dédiées à l'époque califale, avec notamment des céramiques, des jouets, des monnaies.

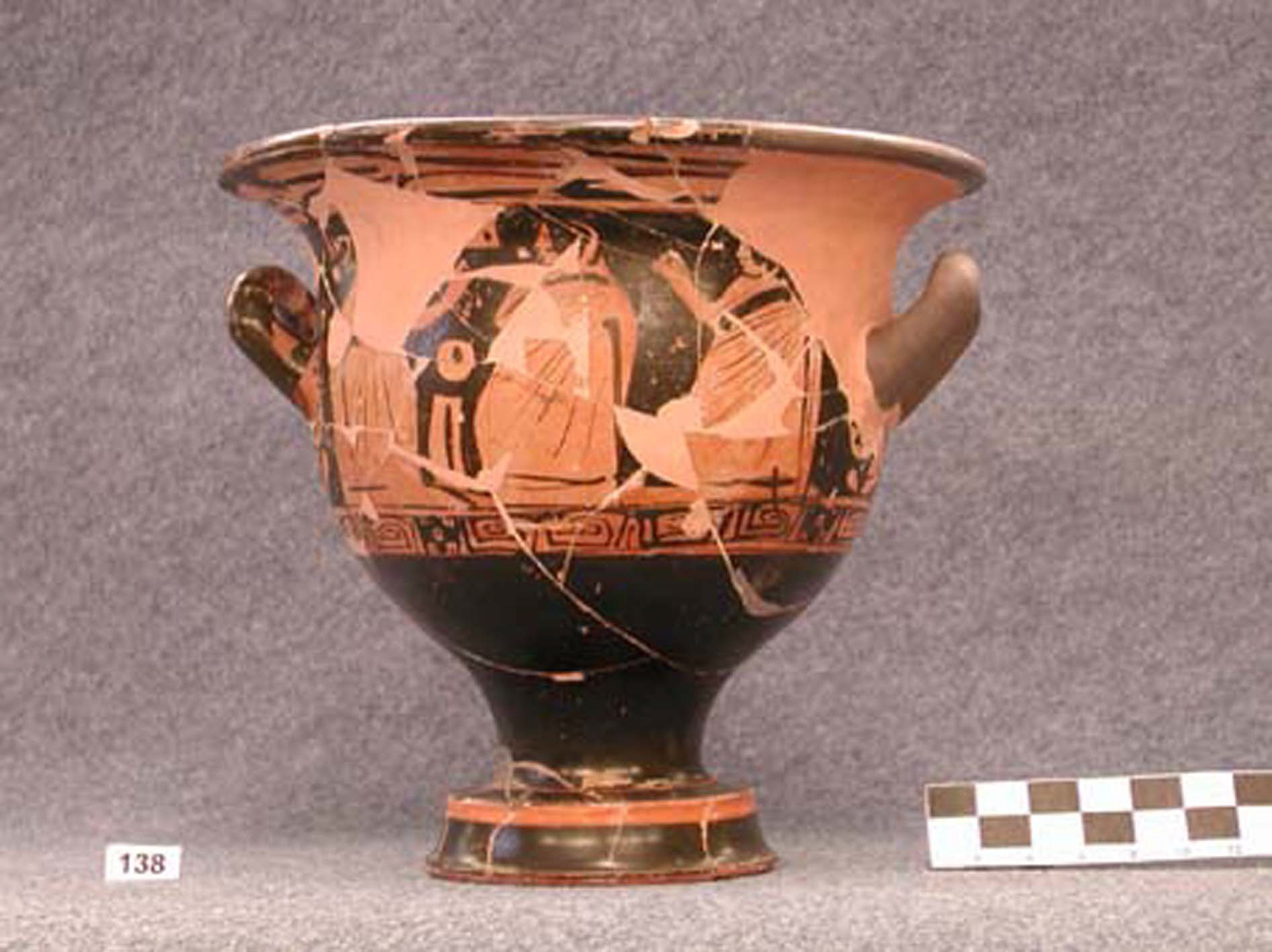
Cratère en cloche grec
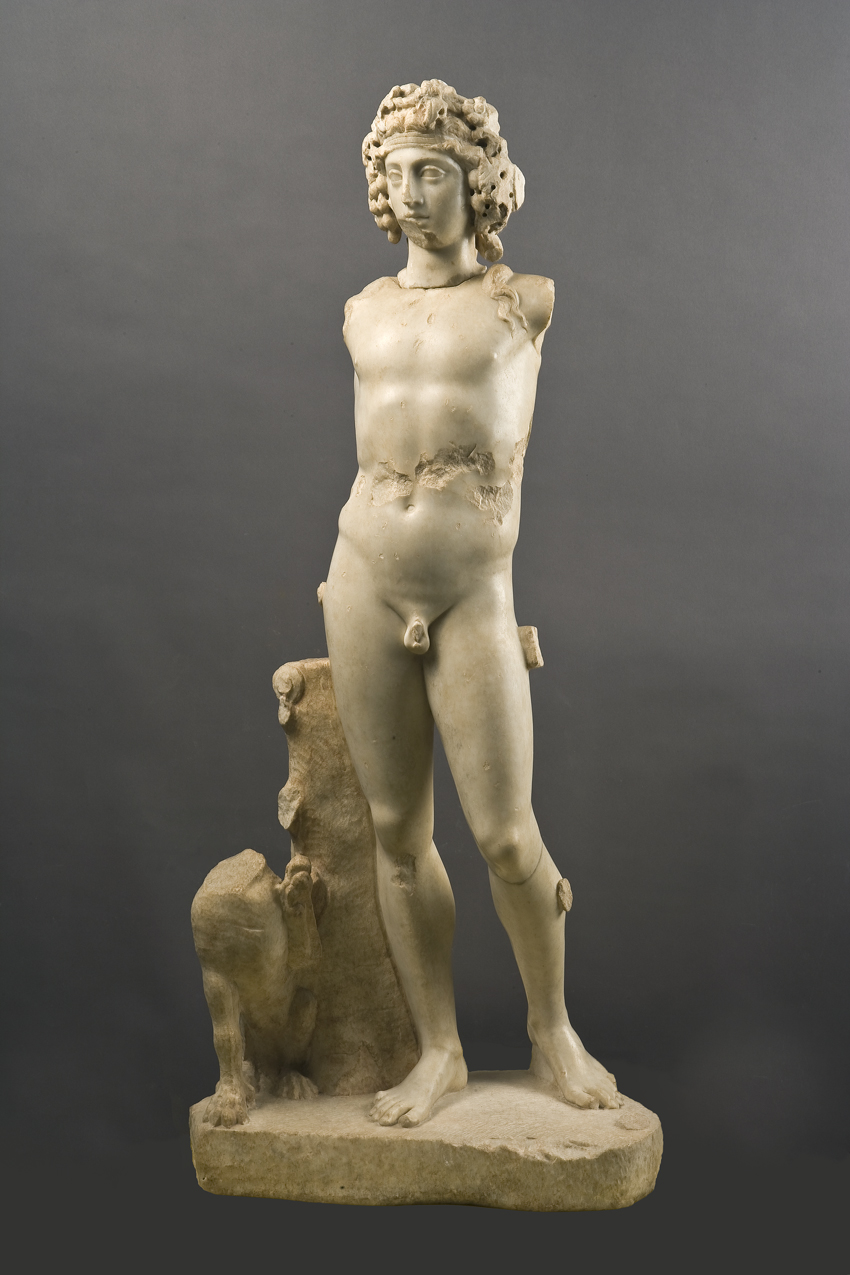
Bacchus (Chirivel, Almería)
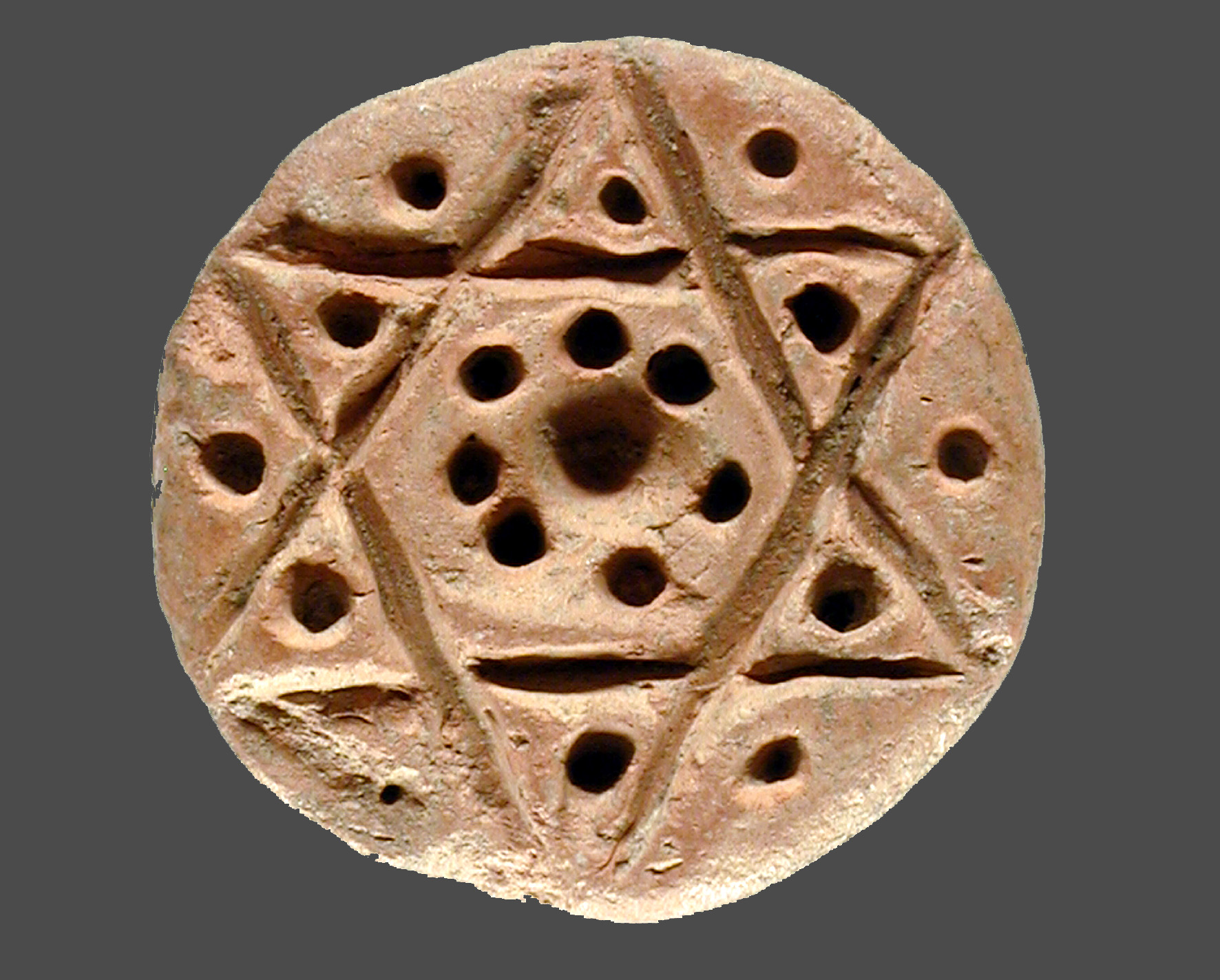
Sceau en argile (Almoravide)
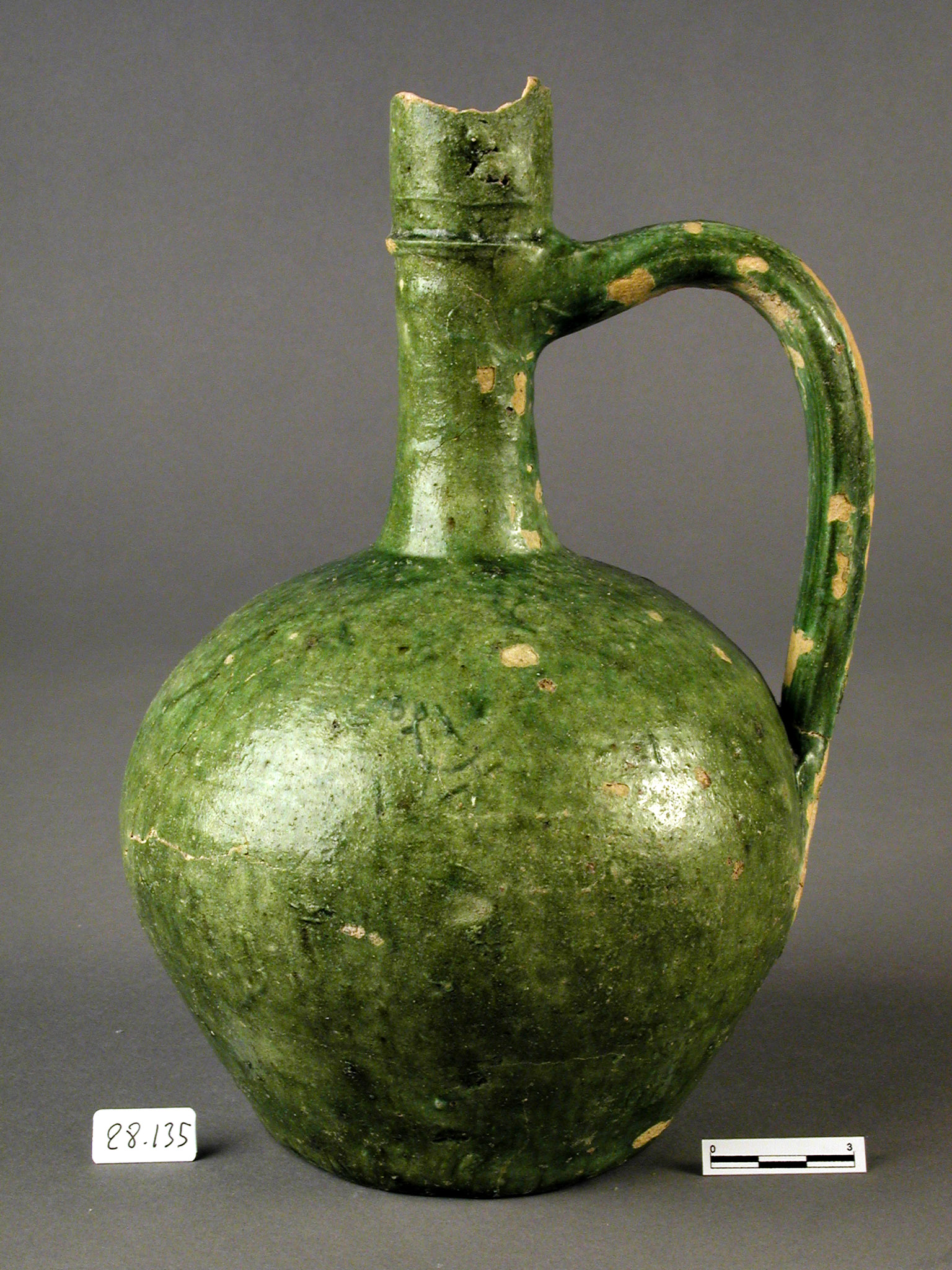
Flacon en céramique (Al-Andalus)
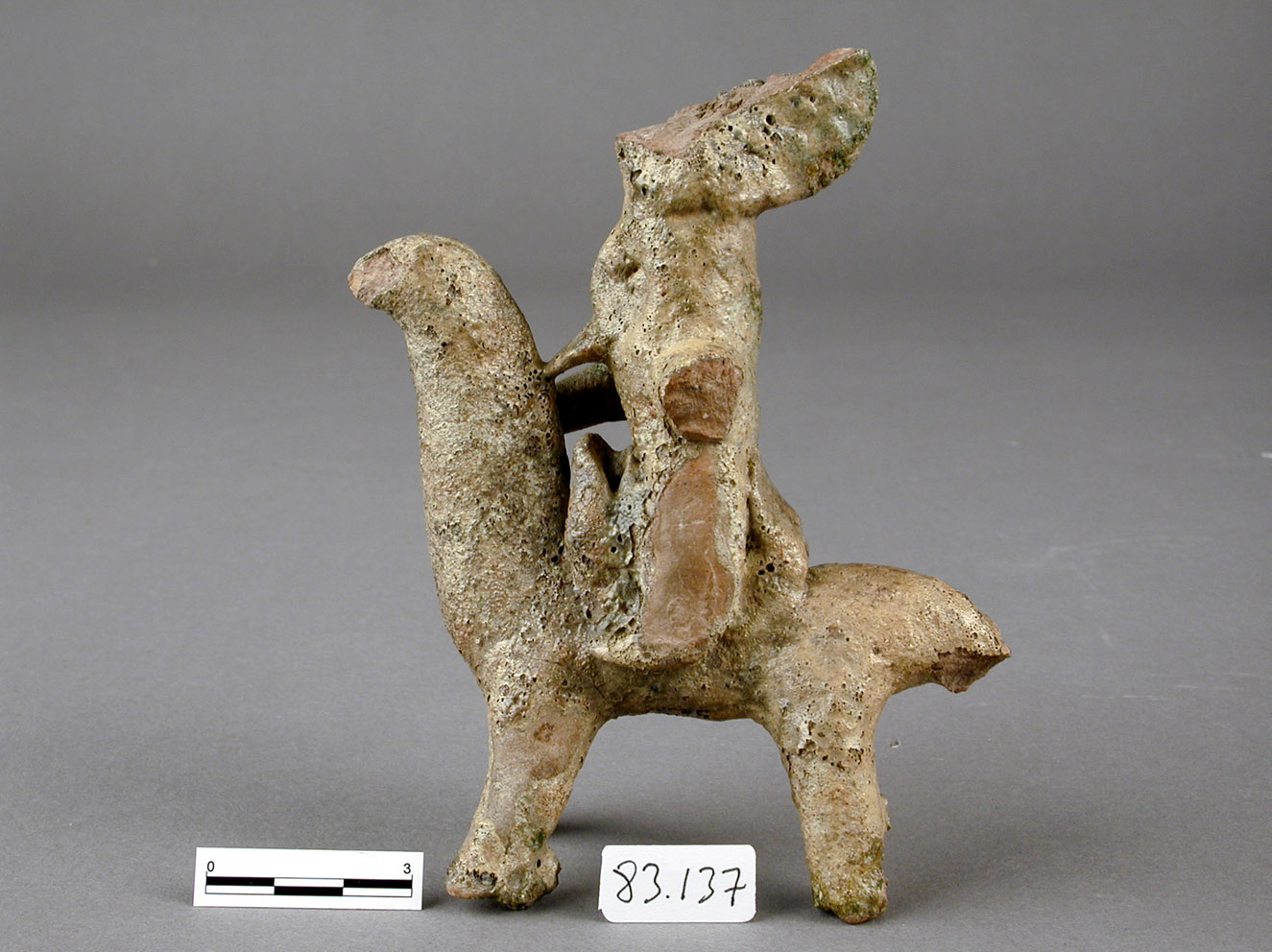
Jouet (Al-Andalus)